# 神經解剖學

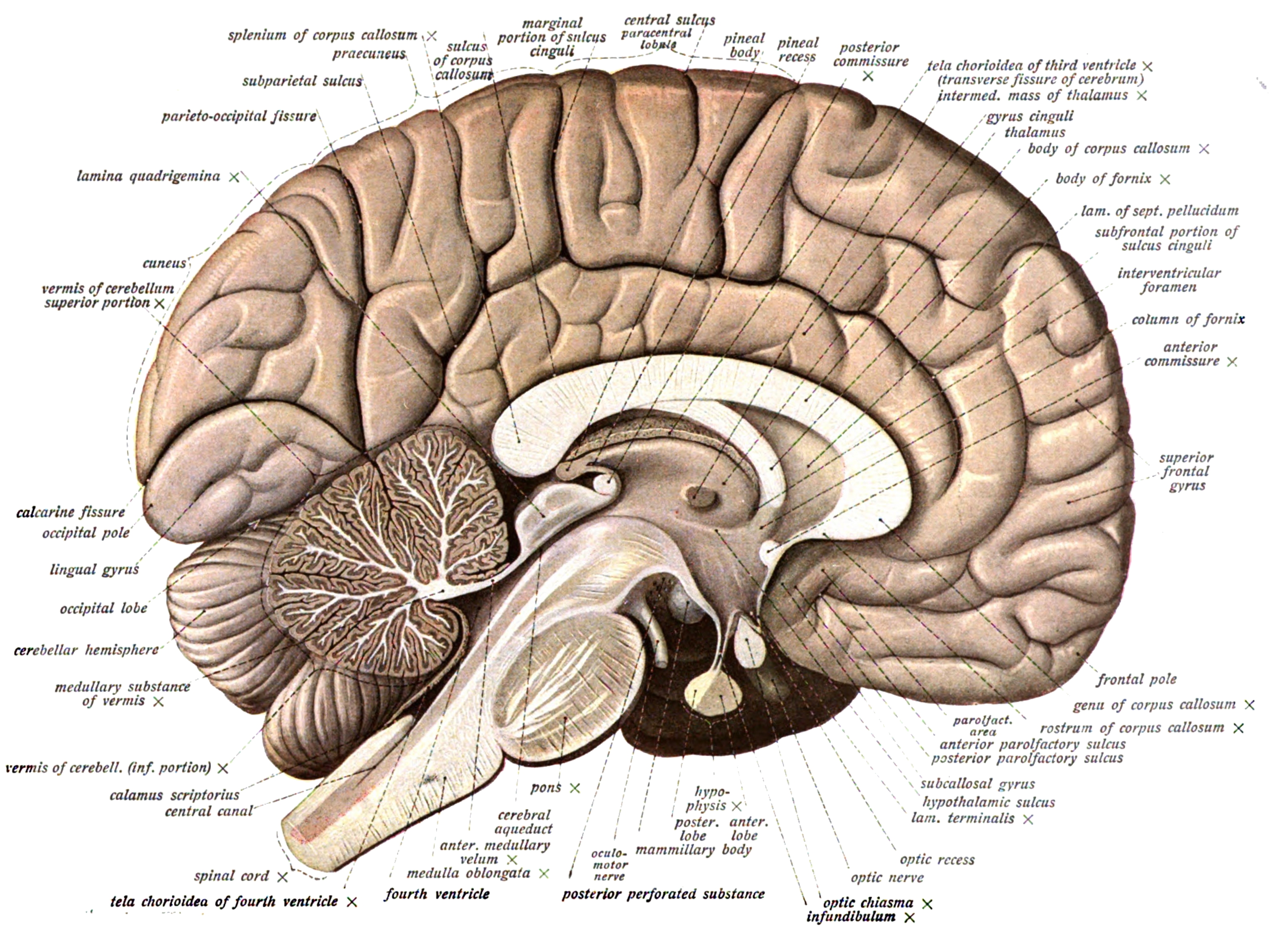
神经解剖学是神经系统解剖学和组织的研究。图为横截面图，显示了人脑的大致解剖結構

神经解剖学是对神经系统的结构和组织的研究。与輻射對稱動物（其神经系统由散布的细胞網絡组成）相反，兩側對稱動物具有分离並明确的神经系统。因此，它们的神经解剖学得到了更好的理解。在脊椎动物中，神经系统分为大脑和脊髓的内部结构（统称为中枢神经系统，或CNS）以及连接到身体其余部分的神经路径（称为外围神经系统，或PNS）。區別神經系統不同的構造和區域对于研究其工作原理至关重要。例如，神经科学家学到的很多东西都来自观察特定大脑区域的损伤或“病变”如何影响行为或其他神经功能。
有关非人类动物神经系统组成的資訊，请参见神经系统。有关智人神经系统典型结构的資訊，请参见人脑或周围神经系统。本文讨论与神经解剖学研究有关的資訊。

## 历史

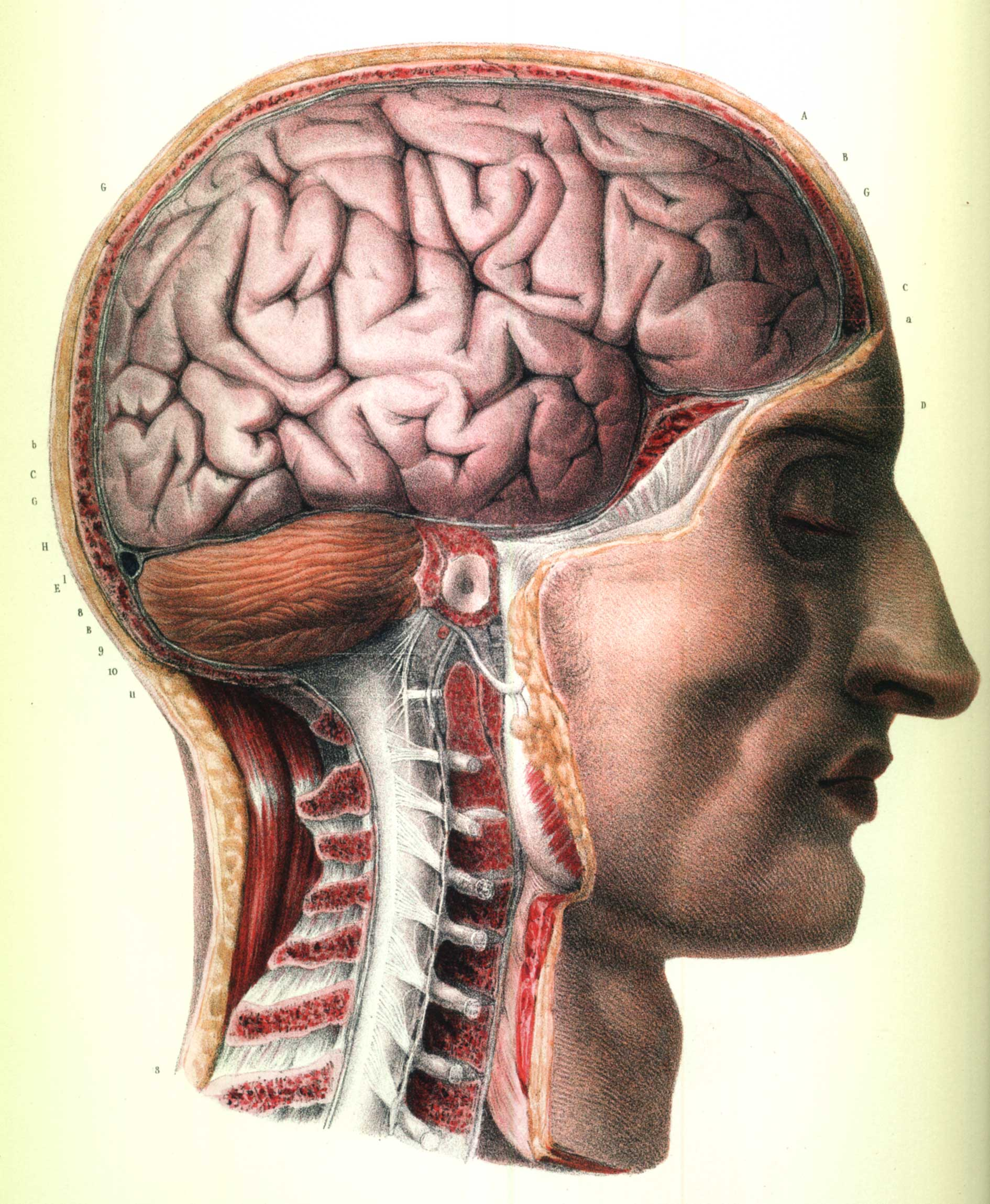
J‧M‧布爾吉里对大脑，脑干和上脊柱的解剖

关于人类大脑解剖学研究的第一个已知书面记录是古埃及文献Edwin Smith Papyrus 。 神经解剖学的下一个重大发展来自希腊的Alcmaeon，他确定大脑而不是心脏统治着身体，并且感觉依赖于大脑。 
在Alcmaeon的发现之后，来自世界各地的许多科学家，哲学家和医师继续为神经解剖学的理解做出贡献，特别是Galen，Herophilus，Rhazes和Erasistratus。亚历山大的赫罗菲罗斯和埃拉西斯特拉特斯可能是最有影响力的希腊神经科学家，他们的研究涉及解剖大脑。 此后的数百年中，随着解剖学的文化禁忌，神经科学方面没有发生重大进展。但是，教皇Sixtus IV通过改变教皇政策并允许人解剖，有效地振兴了神经解剖学研究。这导致了文艺复兴时期的艺术家和科学家在神经解剖学方面的研究热潮。 
1664年，牛津大学的医师兼教授托马斯·威利斯（ Thomas Willis）在发表其著作《脑解剖学》（Cerebri anatome）时创造了“神经病学”一词，这被认为是神经解剖学的基础。 随后的三百五十年，产生了大量有关神经系统的文献和研究。

## 結構
在组织層級，神经系统由神经元，神经胶质细胞和细胞外基质組成。神经元和神经胶质细胞都有许多类型（例如，参见成人体内不同细胞类型列表中的神经系统部分）。神经元是神经系统的資訊处理细胞：它们感知我们的环境，通过电信号和称为神经傳導物的化学物质相互交流，这些化学物质通常跨突触起作用（两个神经元之间或神经元与肌肉细胞之间的紧密接触；注意突触外作用也是可能的，如神经傳導物释放到神经细胞外空间），并产生我们的记忆，思想和动作。胶质细胞维持動態平衡，产生髓磷脂（少突胶质细胞） ，并为大脑的神经元提供支持和保护。一些神经胶质细胞（星形胶质细胞）甚至可以响应刺激而在远距离传播细胞间钙波，并响应钙浓度的变化释放神經膠細胞傳導物。大脑中的伤口疤痕主要含有星形胶质细胞。细胞外基质还在分子層級上为大脑细胞提供了支持，協助運輸进入和流出血管的物质。
在器官層級，神经系统由大脑区域组成，例如哺乳动物的海马体或果蝇的蕈形体。 这些区域通常是模組化的，在神经系统的一般系统性途径中起特定作用。例如，海马对于形成与许多其他大脑区域有关的记忆至关重要。外周神经系统中还含有传入或传出的神经，源自脑和脊髓，或感觉及运动周圍神经节，和支配身体各部分的分支纤维束。神经主要由神经元的轴突或树突组成（訊號若從神经纤维傳出为轴突；若從神经纤维传入则为树突），以及將它們包裹並在周围分离成神經束的各种神經束膜。
脊椎动物的神经系统分为中枢神经系统和周圍神经系统。中枢神经系统（CNS）由大脑，视网膜和脊髓组成，而外围神经系统（PNS）由CNS外部的所有神经和神经节（由外围神经元集結而成）组成，並将CNS连接到身體其餘部分。 PNS进一步细分为軀體神經系統和自主神经系统。躯体神经系统由感覺神经元和運動神经元组成，感覺神经元将来自身体感觉器官的資訊传递给中枢神经系统，而運動神经元则将运动指令传递到身体的隨意肌。自主神经系统無論有無中枢神经系统控制皆可工作（这就是为什么被称为“自主”），并且还具有两个细分，称为交感神经和副交感神经，其将运动指令传递到人体的基本内部器官非常重要，並控制心跳，呼吸，消化和流涎等功能。自主神经与体神经不同，仅包含传出纤维。来自内脏的感觉信号通过躯体感觉神经（例如内脏疼痛）或某些特定的颅神经（例如化学敏感或机械信号）进入中枢神经系统。

### 神经解剖学中的方向

良性家族性大頭畸形症患者头部的矢状位MRI 。

在一般的解剖结构中，尤其是在神经解剖学中，使用了几组地形学术语来表示方向和位置，通常指身体或脑轴（参见位置解剖学术语）。人们常错误地认为中枢神经系统的轴或多或少是笔直的，但实际上它总是显示出两个腹侧弯曲（子宫颈和顱弯曲）和背侧弯曲（橋腦弯曲），这都是由于胚胎发生过程中的不同生长所致。在神经解剖学中最常用的术语对是：
- 背側與腹側：背侧是指上侧，以大腦頂板為代表；腹侧是指下侧，以大腦底板為代表。这些描述方式最初用于身體的背部和腹部，大多数动物的腹部都朝向地面；人类的直立姿势使我们的腹侧靠前，而背侧则向后移动。因此，通常将那些靠近颅骨底部并通过颅骨到达口腔的大脑部分称为腹侧（即如上所定义的在其底部或下侧），而背侧部分则更靠近封闭的颅骨穹顶。提及大脑的顶板和底板较不容易混淆，这也使我们留意到上面提到的轴向弯曲。因此，背侧和腹侧是大脑中的相对位置，其确切含义取决于構造的特定位置。
- 頭側和尾側：頭側一般是指身体的前部（朝鼻子，拉丁语為rostrum），而尾側是指身体的尾端（朝着尾巴；拉丁语为cauda ）。大脑的前後位置与其长轴相对应，從脊髓的尾尖到大致在视神经交叉处的脊髓頭端。在直立的人中，方向术语“上”和“下”本质上是指这个头尾相對位置，因为我们的身体和脑轴在直立位置大致垂直。但是，所有脊椎动物的神经管腹侧彎曲都非常明显，在成年的中枢神经系统中仍可检测到，稱為顱彎曲（英语：Cephalic flexure）。其在前脑与脑干和脊髓（通常為垂直的軸，但包含在脑桥和子宫颈弯处的小彎曲）之间的过渡处，相对于尾側以180度角弯曲CNS的頭側部分。这些轴的弯曲变化讓描述大脑中的相对位置和切面时產生问题。有大量文献错误地忽略了轴弯曲，并假设大脑轴相对笔直。
- 内侧和外侧：內側是指靠近或相对靠近中线；外側則相反，指与中线相對遠離的位置。

请注意，此类描述術語（背侧/腹侧，頭侧/尾侧；内侧/外侧）是相对的，而不是绝对的（例如，外侧结构可以说位于内侧，而其他部位甚至位于外侧）。
神经解剖学中用於方向平面或截面平面的常用术语是“矢状面”，“横斷面”或“冠狀面”以及“轴向面”或“水平面”。同样，在这种情况下，水生，爬行或四足动物的情况与人类或其他直立物种的情况有所不同，这是由于轴的位置发生了变化。由于大脑的轴向弯曲，没有一个截平面能够在选定平面上获得完整的一系列截面，因为某些截面不可避免地会在穿过弯曲结构时产生倾斜甚至垂直于其的切口。透過實驗能辨别所需切割的部分。
- 正中矢狀面将身体和大脑分成左右两半。通常矢状面平行于该中间平面，沿内侧-外侧移动。矢狀的词源是指顱骨中左頂骨和右頂骨之間被稱為矢狀縫的中縫，因为它看起来像是由其他頭蓋骨縫匯集而成的箭頭（拉丁文為sagitta）。

- 原則上，與任何長軸正交的截面為橫向（例如，手指或脊椎骨的橫截面）;如果沒有長軸，則無法定義此類截面，或者存在無限可能。 因此，脊椎動物的橫斷面平行於肋骨，而橫斷面與脊椎骨正交，脊椎骨代表動物和人的體軸。 大腦還具有一個固有的縱軸，也就是原始細長神經管的縱軸，其隨人的直立姿勢在很大程度上垂直，除其頭側外與人體軸類似。 這說明脊髓橫切面與我們的肋骨或地面大致平行。 但是，這僅適用於脊髓和腦幹，因為在早期形態發生過程中，神經軸的前腦末端彎曲，並在其處終止。 正確橫截面的方向因此發生變化，不再平行於肋骨和地面，而是垂直於肋骨和地面。 對這種大腦型態特殊性的認識不足（其毫無例外地存在於所有脊椎動物的大腦中）導致了對前腦部分的錯誤思考。 認識到頭側橫截面的特殊性後，傳統上引入了一個不同的描述詞，即冠狀面。 冠狀面將前腦劃分為前部與尾部，從而形成一系列與局部彎曲軸正交的截面。 由於冠狀面在腦幹和脊髓變得與軸向平行，該概念無法有效地應用於此。 在任何情況下，冠狀面的概念都不如橫斷面精確，因為冠狀面經常在切面並不真正垂直於腦軸的情況被使用。 該術語詞源與顱骨的冠狀縫有關，其位於戴上王冠的位置（拉丁文為corona）。

- 現代認為，橫跨人類頭部和大腦的冠狀面與面部平行（國王的王冠位於其頭部的平面並不完全與面部平行，並且將此概念應用在臉型與人類差異大的動物身上顯然更具衝突性，但其隱含了 顱骨冠狀縫的意涵，其在額骨和顳/頂骨之間形成，形成了一條大致平行於面部的縫）因此，冠狀面實際上僅指可戴上冠冕的頭部和大腦，而不會指下面的頸部和身體。

- 根據定義，水平截面與地平線平行。 在水生，爬行和四足動物中，體軸本身是水平的，因此，水平截面沿脊髓方向延伸，使腹側和背側部分分開。 水平截面與橫斷面和矢狀面均正交，並且理論上平行於體軸。 由於大腦（前腦）的軸向彎曲，該區域中的真實水平截面與冠狀面正交。

根据这些考虑，空间的三个方向可以精确地由矢状，横断和水平面表示，而冠狀面可以是横断，斜交或水平的，这取决于它们与脑轴及其弯曲的关系。

## 工具
神经解剖学的现代发展与进行研究的技术直接相关。因此，有必要讨论可用的各种工具。用于研究其他组织的许多组织学技术也可以应用于神经系统，但是已经开发了一些技术，专门用于神经解剖学的研究。

### 细胞染色
在生物系统中，染色是一种用于增强显微图像中特定特征对比度的技术。
尼氏染色法使用苯胺碱性染料对粗糙内质网中的酸性多核糖体进行强烈染色，神经元富含该種内质网。这使研究人员能够区分神经系统细胞结构各个区域中的不同细胞类型（例如神经元和神经胶細胞）以及神经元的形状和大小。
经典的高爾基氏染色法使用二铬酸钾和硝酸银选择性地在一些神经细胞產生鉻酸銀沉澱（神经元或神经胶细胞，但原则上任何细胞都可以类似地反应）。这种所谓的铬酸银浸渍程序可将部分神经元的细胞体和神经突（树突，轴突）染成棕色和黑色，从而使研究人员能够追踪到神经组织切片中最薄的末端分支的路径。此種染色方式優點是大多数周围细胞不會被染色因而維持透明。现代，高尔基氏染料已被用于电子显微镜，观察染色过程中的細胞本體和细胞体周围的未染色部分，从而增加了分辨力。

### 组织化学
组织化学利用有关大脑化学成分（主要包括酶）的生化反应特性的知识来应用选择性反应方法，以可视化它们在大脑中发生的位置以及任何功能或病理变化。这适用于与神经递质产生和代谢有关的分子，但同样适用于化学构筑或化学神经解剖学的许多其他方向。
免疫細胞化學是组织化学的一种特殊情况，它使用针对神经系统各种抗原決定位的选择性抗体来选择性染色特定的细胞类型，轴突，神经纤维，神经胶细胞或血管，或特定的胞質内或核内蛋白和其他免疫原分子，例如神经递质。这极大地提高了研究人员区分神经系统各个区域中不同细胞类型（例如神经元和神经胶细胞）的能力。
原位杂交使用合成的RNA探针，该探针选择性地附着（杂交）到细胞质中DNA外显子转录的互补mRNA上，以观察基因组读数，即根据mRNA而不是蛋白质区分活性基因的表达。这允许组织学上（原位）鉴定参与遗传编码分子生产的细胞，这些分子通常代表分化或功能性状，以及分隔不同脑區或细胞群的分子边界。

### 基因编码标记
通过在大脑中表現不同数量的红色，绿色和蓝色荧光蛋白，所谓的“腦弓”突变小鼠可以对神经元中许多不同颜色进行组合可视化。这可以标记具有足够独特颜色的神经元，从而通常可以通过荧光显微镜将它们与邻居区分开来，从而使研究人员能够绘制神经元之间的局部连接或相互排列（平铺）。
光遗传学使用由转殖基因组成並具備位点特异性表达的關闭标记（通常在小鼠中），可以通过光束照射选择性活化。这使研究人员能够以識別度非常高的方式研究神经系统中的轴突连接。

### 非侵入性脑成像
磁共振成像已广泛用于非侵入性地研究健康人类受试者的脑結構（擴散磁振造影）和功能（功能性磁共振成像）。一个重要的例子是扩散张量成像，其依靠水在组织中的受限扩散来产生轴突图像。尤其水沿着与轴突对齐的方向會移动更快，从而可以推断其结构。

### 基于病毒的方法
某些病毒可以在脑细胞中复制并穿過突触。因此，经过修饰以表达标记物（例如荧光蛋白）的病毒可用于追踪多个大脑区域之间突触的连通性。 跨神经元/突触复制和传播的两种示踪病毒分別為单纯疱疹病毒1型（HSV） 和弹状病毒。 单纯疱疹病毒被用来追踪大脑和胃之间的连接，以检查与内脏感覺过程有关的大脑区域。 另一项研究将单纯疱疹病毒注入眼睛，从而使从视网膜到视觉系统的光路可视化。 从突触复制到体细胞的示踪病毒的一个例子是伪狂犬病病毒。 双重感染模型透过使用带有不同荧光基因的伪狂犬病病毒可以解析复杂的突触结构。 

### 基於染色的方法
軸突運輸方法使用多种染料（或多或少地被神经元或其过程所吸收）（辣根过氧化物酶变体，荧光或放射性标记，凝集素，右旋糖酐）。这些分子被选择性顺行运输（从體細胞到轴突末端）或逆行地运输（从轴突末端到体细胞），从而提供了大脑中主要和间接连接的证据。这些“生理学”方法（由于使用了活的，未损伤的细胞的特性）可以与其他方法结合使用，并且基本上取代了先前研究损伤神经元或轴突变性的早期方法。详细的突触连接可以通过电子显微镜确定。

### 连接组学
序列截面电子显微镜已被广泛开发用于研究神经系统。例如，序列塊面掃描電子顯微鏡的首次应用是在啮齿动物的皮质组织上。 用这种高通量方法产生的数据进行电路重构具有挑战性，并且开发了大眾科学游戏EyeWire来辅助该领域的研究。

### 计算神经解剖学
是一个利用各种成像方式和计算技术来对正常和临床人群中神经解剖结构的时空动态进行建模和量化的领域。

## 模型系统
除人脑外，还有许多其他动物的大脑和神经系统已作为模型系统得到广泛研究，包括小鼠，斑马鱼， 果蝇， 和秀丽隐杆线虫。每組系統都有其自身的优点和缺点。例如，每個秀丽隐杆线虫的神经系统同質性都很高，这使研究人员可以使用电子显微镜来绘制该物种中所有大约300个神经元的路径和连接。果蠅被用來進行广泛的研究，部分原因是果蝇的遺傳資訊得到了很好的理解并且易于操纵。使用小鼠是因为作为哺乳动物，它的大脑与我们的大脑在结构上更加相似（例如，它具有六层皮质，但是其基因很容易被修饰，并且其繁殖周期相对较快）。

### 秀丽隐杆线虫

普通双側动物的神经系统呈神经节的形式，具有节段性扩大，且前部为“脑”

在某些物种中大脑小而简单如线虫，其身体構造非常简单：一根具中空肠腔的管子從嘴延伸到肛门。神经索在每个身体部分都有一个膨大的神经节，在頭部有一个特别大的神经节称为大脑。由于秀丽隐杆线虫在遗传学中的重要性，因此对其进行了研究。 在1970年代初，悉尼布伦纳（ Sydney Brenner）选择它作为模型系统来研究基因控制发育的方式，包括神经元发育。使用该線虫的一个优点是，雌雄同体的神经系统恰好包含302个神经元，並始终位于相同的位置，因此在每个個體中都具有相同的突触连接。 布伦纳的团队将線虫切成数千个超薄切片，并在电子显微镜下对每个切片进行拍照，然后配對每个切片的纤维，以绘制出整个身体中每个神经元和突触的图，从而形成完整的线虫连接組。 任何其他生物都无法获得这麼詳細的資訊，并且该資訊已用于进行大量的研究。 

### 果蝇
果蝇（Drosophila melanogaster）是一种流行的实验动物，因为它很容易从野外大规模培养，繁殖所需时间短，并且容易获得突变型。
节肢动物的大脑中央有三个部分，每只眼睛后面都有大的視瓣，用于视觉处理。果蝇的大脑包含数百万个突触，而人脑中至少有1000亿个突触。果蝇的大脑约有三分之二专用于视觉处理。
托马斯·亨特·摩根（Thomas Hunt Morgan）于1906年开始以果蝇進行研究，这项工作为他赢得了1933年诺贝尔医学奖，因为他發現染色体为基因的遗传载体。由于有大量工具可用于研究果蝇遗传学，它们已成为研究基因在神经系统中作用的重要對象。 其基因组已测序并于2000年发表。大约75％的已知人类疾病基因在果蝇的基因组中具有可识别的匹配。果蝇被用作几种人类神经系统疾病的遗传模型，包括帕金森氏症，亨丁頓舞蹈症，小腦萎縮症和阿茲海默症等神经退化性疾病。尽管昆虫与哺乳动物之间的演化差距很大，但果蝇神经遗传学的许多基本方面已证明与人类有关。例如，通过检查日常活动周期被破坏的突变体，发现了第一个生物钟基因。